# Helichrysum microcephalum
Helichrysum microcephalum là một loài thực vật có hoa trong họ Cúc. Loài này được A.Cunn. ex DC. mô tả khoa học đầu tiên năm 1838.